# Radiästhesie
Radiästhesie (auch Radioästhesie; von lateinisch radius ‚Strahl‘ und griechisch αἴσθησις aisthesis ‚Sinneswahrnehmung‘) ist eine Parawissenschaft oder Pseudowissenschaft von angeblichen Strahlenwirkungen auf Organismen. Die Untersuchung der Strahlen und deren Auswirkungen geschieht mittels einer paranormalen Strahlenfühligkeit bzw. Strahlenempfindlichkeit, die feinfühlige Menschen nach Annahme ihrer Anhänger besitzen sollen. Die dabei postulierten Strahlungen sind ebenso wenig nachgewiesen wie deren Wahrnehmung durch Lebewesen. Des Weiteren werden diese angeblichen Strahlen in keiner Weise klassifiziert. 
Abzugrenzen ist die Radiästhesie von der belegten und messbaren Wirkung ionisierender und teilweise auch nichtionisierender Strahlung auf Organismen.

## Einsatzgebiete
Die Radiästhesie gliedert sich in zwei Teilgebiete:
- Die physikalische Radiästhesie untersucht materielle Objekte wie Minerale, Metalle, Pflanzen oder die Körper von Lebewesen. Sie geht davon aus, dass allen physikalischen Objekten Schwingungen zugrunde liegen. Einer der Mitbegründer der physikalischen Radiästhesie ist Reinhard Schneider, der die Lecher-Rute[3] entwickelte. Die Lecher-Rute, basierend auf der Lecher-Leitung, ist das Hauptinstrument der physikalischen Radiästhesie.
- Die mentale Radiästhesie untersucht alle feinstofflichen Phänomene wie z. B. Energiekörper oder so genannte Fernwirkungen. Man findet noch die Bezeichnungen odische Radiästhesie (Untersuchungen der Aura) und psychische Radiästhesie (Untersuchungen der menschlichen Psyche), die heute aber zur mentalen Radiästhesie gezählt werden.[4]

Die Radiästhesie befasst sich mit
- physikalischen Objekten (z. B. Mineralen, Metallen, Pflanzen)
- Wasseradern und Wasserquellen
- elektromagnetischen Feldern
- feinstofflichen Phänomenen (morphischen Feldern, Auren, Strahlensuchern[5], Strahlenflüchtern[6])
- Gitterstrukturen der Erde (Globalnetzgitter (GNG), Hartmann-Gitter, Curry-Netz, Benker-Kubensystem, Wittmannsche Polpunkte)
- radiästhetisch relevanten Lagerstätten
- geologischen Verwerfungszonen mit erhöhter ionisierender Strahlung.

## Instrumente
Das in der Radiästhesie eingesetzte Instrument ist die seit dem Mittelalter bezeugte Wünschelrute. Inzwischen werden auch andere Bauformen wie die Einhandrute (Tensor oder Nicker genannt) und die Lecher-Rute benutzt. Zum Einsatz kommen ebenfalls Siderische Pendel.
Der Vorgang der Detektion durch die aufgeführten Instrumente wird in der Radiästhesie als muten bzw. Mutung bezeichnet.

## Geschichte
Mitte des 19. Jahrhunderts setzte der Wiener Neurologe und Universitätsprofessor Moriz Benedikt Wünschelruten zum Auffinden der von ihm postulierten „pathogenen Orte“ ein.
1929 führte der deutsche Naturforscher Gustav Freiherr von Pohl das Konzept der Erdstrahlen ein, wobei er von unterirdischen Wasseradern ausging, die für Menschen, Tiere und Pflanzen schädliche Strahlung aussenden würden, die die Erdoberfläche durchdringe und von besonders begabten Menschen (Radiästheten) aufgespürt werden könne.
Zwischen 1930 und 1945 erreichte die „Strahlungssucherei“ ihre Hochblüte, und der Abbé Alexis Timothée Bouly prägte in seinem um 1931 veröffentlichten Werk La Radiesthésie ou comment devenir expert … die Bezeichnung Radiästhesie. Daneben wurde auch der Begriff Geopathie für die angeblich gesundheitsschädliche Wirkung bestimmter Orte eingeführt.
In den 1950er-Jahren erweiterte sich das so genannte Strahlenspektrum noch um die so genannten Globalnetzgitter (GNG). Man findet inzwischen auch die Bezeichnung Globalgitternetze mit der Abkürzung GGN.
Zwischen 1945 und 1951 beschrieb Siegfried Wittmann erstmals ein quadratisches Gitter, welches in NO-SW- und NW-SO-Richtung mit einem Linienabstand von rund 3,6 Metern verlaufen soll. Die bekannt gewordene Veröffentlichung stammte 1952 von Manfred Curry, der den Namen Wittmann allerdings nicht erwähnte. Daher wird dieses Gitter üblicherweise als Currygitter bzw. Currynetz bezeichnet. Eine ältere Bezeichnung ist auch Diagonalgitter.
Anton Benker postulierte 1953 ein kubisch räumliches Gittersystem, das die ganze Erdoberfläche und den darüber liegenden Raum in würfelförmige Felder im Abstand von zehn Metern aufgliedern soll. Dieses Gittersystem wird als Benker-Kubensystem bezeichnet und in der Radiästhesie als übergeordnetes System zum Hartmann-Gitter gesehen.
Seit der Publikation der Gitter existiert innerhalb der Radiästhesie bis heute eine kontroverse Diskussion, ob die Gitterlinien bzw. Gitterkreuzungen für Lebewesen schädlich sind oder nicht. Käthe Bachler lieferte dazu einen neuen Ansatz. Sie vertritt die Auffassung, dass es genüge, den so genannten guten Platz bzw. guten Ort (z. B. für Schlafplätze) zu bestimmen. Unter dem guten Platz ist ein räumlich eng begrenzter Bereich zu verstehen, der gemäß dieser Vorstellung strahlungsfrei ist und so Erholung und Wohlbefinden garantieren soll.

## Konzepte

### Wasseradern
Wasseradern gelten bei den Radiästheten – wie auch Klüfte und Verwerfungen – als Ursache für Abweichungen im Erdmagnetfeld und für Erdstrahlung und damit als gesundheitsgefährdend.
Durch wissenschaftliche Untersuchungen konnte allerdings weder eine gesundheitsgefährdende Wirkung noch Erdstrahlung als solche nachgewiesen werden. Oberhalb unterirdischer Flussläufe gibt es keinerlei Veränderungen im Erdmagnetfeld noch andere der behaupteten Anomalien, gleiches gilt für Störungen und Klüfte im Gestein. Geologische Untersuchungen lassen generell nur in verkarsteten Kalksteinformationen oder stark zerklüftetem Festgestein auf das Vorhandensein von linearen Wasserkörpern schließen. Die von den Radiästheten vermutete Sammel- und Aderwirkung des wegen hydraulischer Gradienten fließenden Grundwassers ist erwiesenermaßen und leicht überprüfbar falsch, da Grundwasser in den geologisch gesehen jungen Lockersedimenten, die weite Teile Deutschlands bedecken, diffus und weitgehend homogen fließt, wie bei jeder größeren Tiefbaumaßnahme oder in Tagebauen leicht zu erkennen ist.
Die Direktorenkonferenz der Geologischen Landesämter der Bundesrepublik Deutschland veröffentlichte bereits am 23. März 1950 einen Beschluss, nach der „die Geologen fast aller Kulturstaaten der Welt den Zusammenhang zwischen Rutenausschlag und Strahlen für unwahrscheinlich halten“.

### Hartmanngitter

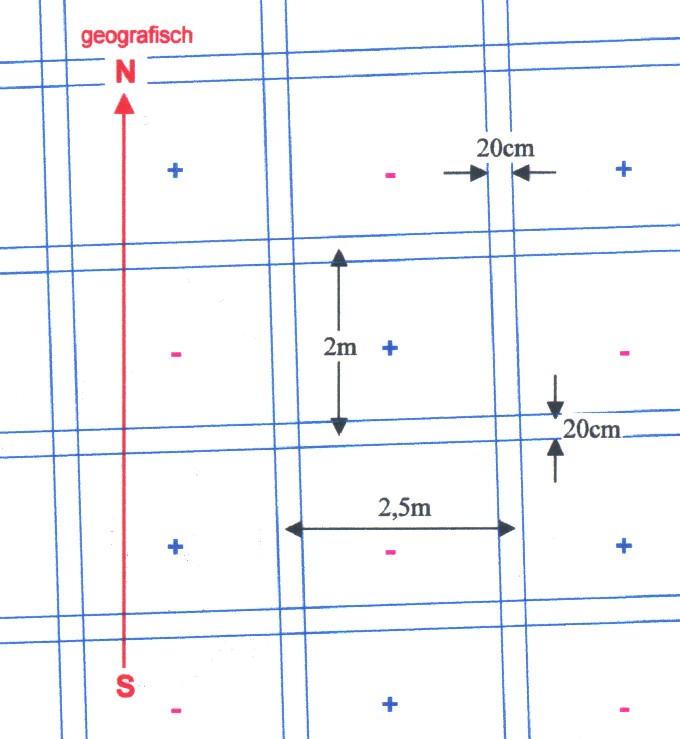
Hartmann-Gitter in Mitteleuropa

Ernst Hartmann beschrieb erstmals 1954 und ab 1964 in seinem Buch Krankheit als Standortproblem ein rechteckiges Gitter aus so genannten Reizstreifen. Diese sollen in der magnetischen Nord-Süd-Richtung (in Mitteleuropa) mit etwa 2 Meter Abstand und in der Ost-West-Richtung mit etwa 2,5 Meter Abstand verlaufen. Die einzelnen Felder sollen dabei eine abwechselnde Polarität besitzen. Die Gitterbreite soll je nach Örtlichkeit von 2,5 bis 4 Meter variieren. Auch die grundsätzliche Ausrichtung soll um bis zu 10 Grad abweichen. Der Kernstreifen (Reizstreifen), eine so genannte Hartmannlinie, soll etwa 20 bis 30 Zentimeter breit sein.
Die Ergebnisse der Untersuchungen von Hartmann sind bis heute naturwissenschaftlich nicht bestätigt. Von Skeptikern wird die These der Gitter daher als Pseudowissenschaft bezeichnet, von der großen Mehrheit wissenschaftlicher Publikationen wird die These schlicht ignoriert und zumindest seit 1972 wurden laut Web of Science keinerlei wissenschaftliche Publikationen zum Thema Radiästhesie publiziert.
Bei dem Globalgitter handelt es sich nach Auffassung von Rutengängern und anderen Radiästheten um ein natürliches, erdmagnetisches Gitternetz. In den 1930er-Jahren beschrieben es die Radiästheten Peyré und Hiller. Hartmann bezeichnete diese Struktur als Globalnetzgitter. In der Radiästhesie ist dafür inzwischen der Name Hartmann-Gitter bzw. Hartmanngitter üblich. Man findet ebenso die Bezeichnung Hartmannnetz bzw. Hartmann-Netz.
Nach Meinung der Radiästheten ist an den Stellen, an denen sich Hartmann-Linien kreuzen, oder an den Kreuzungen von Hartmann-Linien und anderen Reizquellen (z. B. unterirdische Wasseradern, Verwerfungen) je nach Höhe des Reizes mit gesundheitlichen Beeinträchtigungen zu rechnen.
Ernst Hartmann führte ab 1949 geophysikalische Versuche wie Messungen der Bodenleitfähigkeit, der Erdmagnetfeldstärke und auch Versuche mit UKW-Feldstärkemessungen durch, hauptsächlich an den Gitterkreuzungen, um die Existenz bzw. die Wirkung des Globalnetzgitters zu beweisen. In den Jahren 1969 bis 1980 erfolgten ebenfalls systematische Gammastrahlungs- bzw. Kernstrahlungsmessungen. Diese Versuche erbrachten laut Hartmann zum Teil signifikante Zusammenhänge, dass sich bestimmte physikalische Parameter wie z. B. die elektrische Boden- und Luftleitfähigkeit oder die elektromagnetische Feldstärke an so genannten geopathogenen Zonen verändern. Seine Versuche dokumentierte er in seinem Buch Krankheit als Standortproblem. Die Ergebnisse der Untersuchungen von Hartmann sind bis heute durch die Naturwissenschaften nicht bestätigt. Das Hartmanngitter nimmt mittlerweile einen festen Platz in der Radiästhesie und in dieser nahestehenden Teilen der Baubiologie ein.
Es existieren diverse Ansätze, um das postulierte Globalnetzgitter nachzuweisen, von denen jedoch keiner wissenschaftlich anerkannt ist. Der Physiker Martin Lambeck schlägt in seinem 2003 erschienenen Buch Irrt die Physik mehrere wissenschaftliche Tests vor, die geeignet seien, die Existenz von Erdstrahlen zu beweisen, sofern sie existierten. Bisher wurde keiner dieser Tests mit einem positiven Ergebnis durchgeführt.

### Bovis-Einheit
In Bovis-Einheiten wird in der Radiästhesie die Stärke einer Lebens- oder feinstofflichen Energie angegeben. Die Bovis-Einheit ist keine physikalische Einheit, stattdessen ist diese rein intuitiv und abhängig vom Wünschelrutengänger. Sie ist nicht falsifizierbar, es existiert auch kein Messgerät.